# Buzara onelia
Buzara onelia  là một loài bướm đêm thuộc họ Erebidae. Nó được tìm thấy ở tiểu vùng Ấn Độ tới Sundaland và Philippines.
Buzara umbrosa đã được coi là một đồng nghĩa của Buzara onelia, tuy nhiên các nghiên cứu đã chứng minh nó là một loài riêng biệt.
Ấu trùng ăn các loài Phyllanthus và Sauropus.